# Elezioni comunali in Calabria del 2013
Le elezioni comunali in Calabria del 2013 si tennero il 26-27 maggio (con ballottaggio il 9-10 giugno).

## Provincia di Cosenza

### Acri
| Candidati                              | Candidati                     | II turno             | II turno       | I turno | I turno | Liste                        | Voti   | %     | Seggi |
| Candidati                              | Candidati                     | Voti                 | %              | Voti    | %       | Liste                        | Voti   | %     | Seggi |
| -------------------------------------- | ----------------------------- | -------------------- | -------------- | ------- | ------- | ---------------------------- | ------ | ----- | ----- |
|                                        | Nicola Tenuta ✔️ Sindaco      | 6 950                | 55,54          | 5 079   | 36,65   | Acri in Movimento            | 971    | 7,25  | 3     |
| Liberi con Tenuta                      | Nicola Tenuta ✔️ Sindaco      | 6 950                | 55,54          | 5 079   | 36,65   | 818                          | 6,10   | 3     |       |
| Insieme con Tenuta                     | Nicola Tenuta ✔️ Sindaco      | 6 950                | 55,54          | 5 079   | 36,65   | 770                          | 5,75   | 3     |       |
| Movimento Civico Uomini e Donne Liberi | Nicola Tenuta ✔️ Sindaco      | 6 950                | 55,54          | 5 079   | 36,65   | 351                          | 2,62   | 1     |       |
|                                        | Giuseppe Salvatore Cristofaro | 5 563                | 44,46          | 5 332   | 38,48   | Partito Democratico          | 2 056  | 15,34 | 1     |
| Acri Bene Comune                       | Giuseppe Salvatore Cristofaro | 5 563                | 44,46          | 5 332   | 38,48   | 1 214                        | 9,06   | 1     |       |
| Patto per la Città                     | Giuseppe Salvatore Cristofaro | 5 563                | 44,46          | 5 332   | 38,48   | 1 094                        | 8,16   | –     |       |
| Sinistra Ecologia Libertà              | Giuseppe Salvatore Cristofaro | 5 563                | 44,46          | 5 332   | 38,48   | 1 007                        | 7,52   | –     |       |
| Partito Socialista Italiano            | Giuseppe Salvatore Cristofaro | 5 563                | 44,46          | 5 332   | 38,48   | 528                          | 3,94   | –     |       |
| Seggio di coalizione                   | Seggio di coalizione          | Seggio di coalizione | 44,46          | 5 332   | 38,48   | 1                            |        |       |       |
|                                        | Luigi Maiorano                | Luigi Maiorano       | Luigi Maiorano | 3 447   | 24,87   | Centro Moderato per la Città | 1 553  | 11,59 | 1     |
| Unione di Centro                       | Luigi Maiorano                | Luigi Maiorano       | Luigi Maiorano | 3 447   | 24,87   | 1 248                        | 9,31   | 1     |       |
| Futuro Acrese                          | Luigi Maiorano                | Luigi Maiorano       | Luigi Maiorano | 3 447   | 24,87   | 1 098                        | 8,19   | –     |       |
| Il Popolo della Libertà                | Luigi Maiorano                | Luigi Maiorano       | Luigi Maiorano | 3 447   | 24,87   | 691                          | 5,16   | –     |       |
| Seggio di coalizione                   | Seggio di coalizione          | Seggio di coalizione | Luigi Maiorano | 3 447   | 24,87   | 1                            |        |       |       |
| Totale                                 | Totale                        | 12 513               | 100            | 13 858  | 100     |                              | 13 399 | 100   | 16    |
|                                        |                               |                      |                |         |         |                              |        |       |       |
| Fonte: Ministero dell'interno          |                               |                      |                |         |         |                              |        |       |       |

### Corigliano Calabro
| Candidati                     | Candidati                  | II turno              | II turno              | I turno | I turno | Liste                         | Voti   | %     | Seggi |
| Candidati                     | Candidati                  | Voti                  | %                     | Voti    | %       | Liste                         | Voti   | %     | Seggi |
| ----------------------------- | -------------------------- | --------------------- | --------------------- | ------- | ------- | ----------------------------- | ------ | ----- | ----- |
|                               | Giuseppe Geraci ✔️ Sindaco | 9 341                 | 61,30                 | 8 894   | 39,86   | La Svolta                     | 2 591  | 12,06 | 4     |
| La Scelta Giusta              | Giuseppe Geraci ✔️ Sindaco | 9 341                 | 61,30                 | 8 894   | 39,86   | 2 024                         | 9,42   | 3     |       |
| Alleanza per Corigliano       | Giuseppe Geraci ✔️ Sindaco | 9 341                 | 61,30                 | 8 894   | 39,86   | 1 977                         | 9,20   | 3     |       |
| Lista Civica X Corigliano     | Giuseppe Geraci ✔️ Sindaco | 9 341                 | 61,30                 | 8 894   | 39,86   | 1 605                         | 7,47   | 3     |       |
| Città Virtuosa                | Giuseppe Geraci ✔️ Sindaco | 9 341                 | 61,30                 | 8 894   | 39,86   | 1 055                         | 4,91   | 2     |       |
|                               | Giovanni Antonio Torchiaro | 5 918                 | 38,83                 | 3 662   | 16,41   | Partito Democratico           | 2 343  | 10,90 | 2     |
| Sinistra Ecologia Libertà-PSI | Giovanni Antonio Torchiaro | 5 918                 | 38,83                 | 3 662   | 16,41   | 883                           | 4,11   | –     |       |
| Seggio di coalizione          | Seggio di coalizione       | Seggio di coalizione  | 38,83                 | 3 662   | 16,41   | 1                             |        |       |       |
|                               | Francesco Sapia            | Francesco Sapia       | Francesco Sapia       | 1 774   | 7,95    | Movimento 5 Stelle            | 1 342  | 6,25  | –     |
| Seggio di coalizione          | Seggio di coalizione       | Seggio di coalizione  | Francesco Sapia       | 1 774   | 7,95    | 1                             |        |       |       |
|                               | Giorgio Aversente          | Giorgio Aversente     | Giorgio Aversente     | 1 713   | 7,68    | Un Volto Nuovo                | 1 158  | 5,39  | –     |
| Seggio di coalizione          | Seggio di coalizione       | Seggio di coalizione  | Giorgio Aversente     | 1 713   | 7,68    | 1                             |        |       |       |
|                               | Gioacchino Campolo         | Gioacchino Campolo    | Gioacchino Campolo    | 1 678   | 7,52    | Liberi Ausoni                 | 1 064  | 4,95  | –     |
| Lista Sole                    | Gioacchino Campolo         | Gioacchino Campolo    | Gioacchino Campolo    | 1 678   | 7,52    | 341                           | 1,59   | –     |       |
| Seggio di coalizione          | Seggio di coalizione       | Seggio di coalizione  | Gioacchino Campolo    | 1 678   | 7,52    | 1                             |        |       |       |
|                               | Elvira Campana             | Elvira Campana        | Elvira Campana        | 1 036   | 4,64    | Corigliano Domani             | 1 205  | 5,61  | –     |
| Seggio di coalizione          | Seggio di coalizione       | Seggio di coalizione  | Elvira Campana        | 1 036   | 4,64    | 1                             |        |       |       |
|                               | Cataldo Antonio Russo      | Cataldo Antonio Russo | Cataldo Antonio Russo | 904     | 4,05    | Unione di Centro              | 1 586  | 7,38  | –     |
| Seggio di coalizione          | Seggio di coalizione       | Seggio di coalizione  | Cataldo Antonio Russo | 904     | 4,05    | 1                             |        |       |       |
|                               | Giorgio Triolo             | Giorgio Triolo        | Giorgio Triolo        | 864     | 3,87    | Il Popolo della Libertà       | 1 048  | 4,88  | –     |
| Seggio di coalizione          | Seggio di coalizione       | Seggio di coalizione  | Giorgio Triolo        | 864     | 3,87    | 1                             |        |       |       |
|                               | Mario Gallina              | Mario Gallina         | Mario Gallina         | 828     | 3,71    | Rifondazione Comunista        | 297    | 1,38  | –     |
| Rivoluzione in Comune         | Mario Gallina              | Mario Gallina         | Mario Gallina         | 828     | 3,71    | 186                           | 0,87   | –     |       |
|                               | Antonietta Bruno           | Antonietta Bruno      | Antonietta Bruno      | 649     | 2,91    | Movimento Cittadino San Mauro | 521    | 2,42  | –     |
|                               | Maria Filomena Russo       | Maria Filomena Russo  | Maria Filomena Russo  | 176     | 0,79    | Idea Sociale                  | 224    | 1,04  | –     |
|                               | Domenico Piattello         | Domenico Piattello    | Domenico Piattello    | 135     | 0,61    | Corigliano Svegliati          | 103    | 0,48  | –     |
| Totale                        | Totale                     | 15 239                | 100                   | 22 313  | 100     |                               | 21 487 | 100   | 24    |
|                               |                            |                       |                       |         |         |                               |        |       |       |
| Fonte: Ministero dell'interno |                            |                       |                       |         |         |                               |        |       |       |

## Provincia di Crotone

### Isola di Capo Rizzuto
|                               | Gianluca Bruno ✔️ Sindaco | 4 646                | 52,03 | Il Popolo della Libertà | 2 228 | 25,65 | 5  |  |  |
| Unione di Centro              | Gianluca Bruno ✔️ Sindaco | 4 646                | 52,03 | 1 041                   | 11,99 | 2     |    |  |  |
| Isola Prima di Tutto          | Gianluca Bruno ✔️ Sindaco | 4 646                | 52,03 | 1 006                   | 11,58 | 2     |    |  |  |
| I Demokratici                 | Gianluca Bruno ✔️ Sindaco | 4 646                | 52,03 | 845                     | 9,73  | 1     |    |  |  |
|                               | Damiano Milone            | 2 674                | 29,94 | Rinascita               | 2 049 | 23,59 | 3  |  |  |
| Seggio di coalizione          | Seggio di coalizione      | Seggio di coalizione | 29,94 | 1                       |       |       |    |  |  |
|                               | Carolina Girasole         | 1 250                | 14,00 | Girasole Sindaco        | 1 188 | 13,68 | 1  |  |  |
| Seggio di coalizione          | Seggio di coalizione      | Seggio di coalizione | 14,00 | 1                       |       |       |    |  |  |
|                               | Francesco Sacco           | 360                  | 4,03  | La Primavera Isola      | 328   | 3,78  | –  |  |  |
| Totale                        | Totale                    | 8 930                | 100   |                         | 8 685 | 100   | 16 |  |  |
|                               |                           |                      |       |                         |       |       |    |  |  |
| Fonte: Ministero dell'interno |                           |                      |       |                         |       |       |    |  |  |